# Conus abbas
Conus abbas е вид охлюв от семейство Conidae. Видът не е застрашен от изчезване.

## Разпространение и местообитание
Разпространен е в Индия (Андхра Прадеш, Керала и Тамил Наду), Индонезия (Бали, Суматра и Ява) и Шри Ланка.
Обитава морета и рифове.